# 扬尼斯·米特罗普洛斯
扬尼斯·米特罗普洛斯（希臘語：Ιωάννης Μητρόπουλος，1874年—？），生于雅典，希腊男子竞技体操运动员。他曾获得1896年夏季奥运会体操比赛男子吊环冠军和团体双杠季军。